# 虾藓科
虾藓科（学名：Bryoxiphiaceae）为曲尾藓目的一个科。

## 下级分类
本科包括以下属：
- 虾藓属 Bryoxiphium Mitt.
  - 虾藓 Bryoxiphium norvegicum
    - 日本虾藓 Bryoxiphium norvegicum subsp.japonicum[1]，虾藓东亚亚种
- Eustichium